# Peter Morrison
Peter Hugh Morrison (2 juin 1944 - 13 juillet 1995) est un homme politique conservateur britannique, député de Chester de 1974 à 1992 et Secrétaire parlementaire privé (PPS) de la Première ministre Margaret Thatcher.

## Jeunesse et formation
Morrison est le troisième fils de John Morrison (1er baron Margadale), et de Margaret Smith, la fille de Frederick Smith (2e vicomte Hambleden) et de Lady Esther Gore. James Morrison, 2e baron Margadale, et Sir Charles Morrison, député conservateur de Devizes de 1964 à 1992, sont ses frères aînés. Il fait ses études au Collège d'Eton et à Keble College, à Oxford, où il étudie le droit.

## Carrière politique
Morrison est élu pour la première fois à la Chambre des communes aux élections générales de février 1974 pour Chester. Il est l'un des premiers députés d'arrière-ban à demander à Margaret Thatcher à se présenter à la direction du parti en 1975. En 1986, il est président adjoint du parti conservateur dirigé par Norman Tebbit après avoir été auparavant sous-secrétaire d'État parlementaire et secrétaire d'État à l'Emploi. En 1987, il est ministre d'État à l'Énergie chargé du pétrole. Alors qu'il est en fonction à Chester, il se lie d'amitié avec l'ancien chef des conservateurs gallois Nick Bourne .
Au cours de cette période, Morrison aurait rejoint le petit groupe de députés qui comprenait Michael Grylls et Neil Hamilton, qui accepte de l'argent de Ian Greer au nom de clients tiers. Au cours de l'enquête « Cash for Questions », Ian Greer Associates admet que Morrison a reçu des paiements après avoir cessé d'être député. Le rapport parlementaire dans le Hansard cite Ian Greer comme déclarant qu'il a effectué « deux paiements de commission, peut-être trois, pour les renvois de clients » à Morrison entre 1993 et 1994.
En 1990, Morrison est secrétaire parlementaire privé de la première ministre, Margaret Thatcher; il est le chef de son équipe de campagne lors de l'élection à la direction des conservateurs la même année. Il était détendu au sujet des perspectives de Thatcher et a prédit une victoire facile pour elle. Après que le premier tour de scrutin des députés conservateurs a montré que Thatcher n'avait pas assez de voix pour l'emporter, Morrison lui suggère de consulter les membres du Cabinet un par un pour évaluer le soutien. Il ne se représente pas aux élections générales de 1992, laissant le poste de député de Chester à Gyles Brandreth.
Morrison est fait chevalier en février 1991. Il meurt d'une crise cardiaque tôt le matin du 13 juillet 1995, à l'âge de 51 ans.
Selon le journaliste Simon Heffer, Morrison est gay et est allé en croisière dans les jardins de Sussex, près de la gare de Paddington dans le centre de Londres. Le député conservateur Michael Brown, un autre associé de Greer et lui-même gay, a décrit Morrison comme gay dans une chronique publiée par The Independent en 2002.

## Allégations de maltraitance d'enfants
En octobre 2012, Rod Richards, ancien député et ancien chef des conservateurs gallois, a impliqué Morrison dans le scandale de maltraitance d'enfants dans le nord du Pays de Galles .
Entre 1974 et 1990, jusqu'à 650 enfants de 40 foyers pour enfants (comme Bryn Estyn à Wrexham) ont été victimes de violence sexuelle, physique et émotionnelle. Richards déclare que Morrison et un autre politicien conservateur de haut niveau avaient été nommés dans des documents comme des visiteurs réguliers et inexpliqués des foyers de soins.
L'ancienne ministre conservatrice Edwina Currie déclare que Morrison avait régulièrement des relations sexuelles avec des garçons de 16 ans à un moment où l'âge légal du consentement pour les relations homosexuelles était de 21 ans . En 2002, Currie décrit Morrison comme un « pédéraste notable» .
En janvier 2015, le Daily Telegraph rapporte des allégations selon lesquelles Morrison aurait violé un garçon de 14 ans à Elm Guest House à Londres. La victime présumée a déclaré qu'il marchait dans le village de Harting dans le West Sussex en 1982, lorsque Morrison lui a donné de l'argent et l'a ensuite attiré à Londres.
En 2019, Morrison fait l'objet d'une enquête de la commission indépendante sur les abus sexuels sur les enfants (IICSA), avec des preuves d'Eliza Manningham-Buller (une ancienne directrice générale du MI5), qui était amie avec Morrison pendant un certain temps. Manningham-Buller a déclaré qu'elle avait peut-être fourni au secrétaire du cabinet des informations, y compris le commentaire selon lequel Morrison avait un "penchant pour les petits garçons" . En février 2020, l'enquête indépendante sur les abus sexuels sur des enfants a affirmé que de hauts fonctionnaires du Parti conservateur (y compris Thatcher) étaient au courant des allégations concernant Morrison depuis des années mais ne les avaient pas transmises à la police .